# Digital Audio Access Protocol
Digital Audio Access Protocol (Protocolo de Acceso a Audio Digital), es un protocolo ideado por la compañía Apple. Actualmente se utiliza mediante iTunes para intercambiar música a través de una red de trabajo o bien a través de internet puesto que permite compartir y escuchar fonotecas ajenas. 
Aunque todavía no existe una descripción oficial de este protocolo, se ha llevado a cabo ingeniería inversa que hace posible que este pueda implementarse fuera de la plataforma iTunes. 
De hecho, un servidor DAAP es simplemente un servidor HTTP especializado, que es capaz de enviar y solicitar una lista de ficheros de audio.

## Definición
DAAP es un protocolo bastante simple. Una vez que iTunes, u otro software compatible como Rhythmbox, ha encontrado otra instancia, se conectará a ella, y descargará información básica del servidor sobre dicha instancia.
Después se harán una serie de peticiones DAAP para descargar la lista de canciones desde el servidor, así como también la variedad de listas de las canciones que el servidor ha compartido. Finalmente, cuando iTunes desee emitir una canción desde el servidor, se hará de nuevo una petición para enviar la pista seleccionada de vuelta a iTunes.
La implementación iTunes del Daap impone algunas restricciones. Más notablemente, limita al usuario a 5 conexiones/sesiones en cualquier punto de envío, sin embargo una sesión no necesariamente tiene que distribuir música de forma activa para ser contada dentro de estas cinco conexiones.
En conclusión, esta tecnología nos permitirá descargar música de librerías iTunes ubicadas en otras máquinas conectadas en red local, o a través de Internet, usando el protocolo DAAP y la dirección IP de la máquina ajena.

## Clientes compatibles con DAAP
- GNU/Linux
  - Rhythmbox
  - Banshee
  - Exaile (por un complemente que se instala por separado)
  - Frostwire (dentro de una red local, iTunes y Rhythmbox lo detectan automáticamente).
  - Amarok Capaz de funcionar como servidor y cliente.

- OS X
  - iTunes
  - Frostwire

- Windows
  - Winamp (gracias a un complemento)
  - iTunes
  - Frostwire

## Enlaces de interés
- OPEN DAAP: DAAP libre.
- Digital Audio Access Protocol: Información y documentación.

- Datos: Q1224712